# DDR-Meisterschaften im Schwimmen 1981

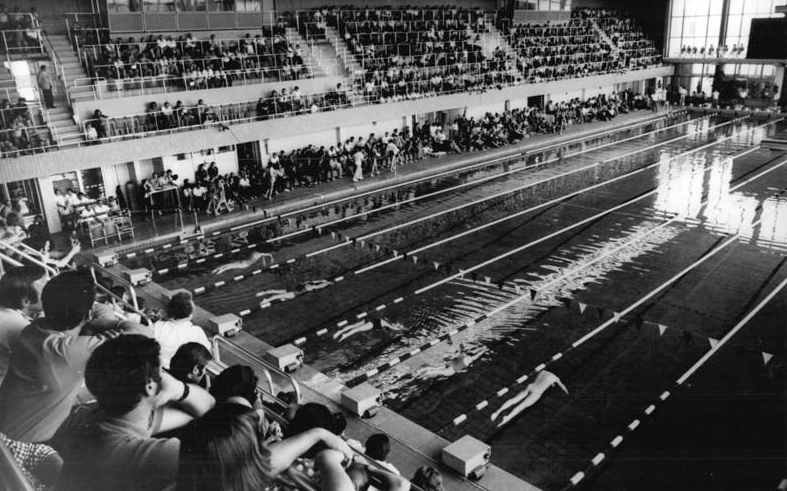
Austragungsort der DDR-Meisterschaften im Schwimmen 1981

Die DDR-Meisterschaften im Schwimmen wurden 1981 zum 32. Mal ausgetragen und fanden vom 1. bis 5. Juli in Berlin statt. Austragungsstätte war die Schwimmhalle des Sportforums Hohenschönhausen, bei denen auf 29 Strecken (15 Herren/14 Damen) die Meister ermittelt wurden. Mit neun Titeln war der SC Karl-Marx-Stadt die erfolgreichste Mannschaft und stellte mit Ute Geweniger, die fünf Titel gewann, auch die erfolgreichste Athletin dieser Meisterschaft.
Sportliche Höhepunkte der Meisterschaft waren die zwei Weltrekorde von Ute Geweniger über 100 Meter Brust und 200 Meter Lagen sowie der Europarekord von Ines Geißler über 200 Meter Schmetterling. Geweniger stellte außerdem einen neuen DDR-Rekord über 200 Meter Brust auf. Des Weiteren stellten die Herrenstaffeln vom SC Dynamo Berlin über 4 × 200 Meter Freistil und vom SC Einheit Dresden über 4 × 100 Meter Lagen sowie die Damenstaffel vom SC Karl-Marx-Stadt über 4 × 100 Meter Lagen neue DDR-Rekorde für Klubstaffeln auf.

## Herren
| Wettbewerb          | Gold                                                                  | Gold         | Silber                                                                 | Silber       | Bronze                                                            | Bronze       |
| 100 m Freistil      | Jörg Woithe SC Dynamo Berlin                                          | 50,39 s      | Dirk Richter SC Einheit Dresden                                        | 51,30 s      | Knut Bludau SC Dynamo Berlin                                      | 51,85 s      |
| 200 m Freistil      | Jörg Woithe SC Dynamo Berlin                                          | 1:52,09 min  | Jens Gregor SC DHfK Leipzig                                            | 1:53,30 min  | Detlev Grabs SC Dynamo Berlin                                     | 1:53,75 min  |
| 400 m Freistil      | Rainer Strohbach TSC Berlin                                           | 3:57,08 min  | Ralf Recke SC Empor Rostock                                            | 3:58,25 min  | Detlev Grabs SC Dynamo Berlin                                     | 3:58,36 min  |
| 1500 m Freistil0    | Rainer Strohbach TSC Berlin                                           | 15:41,09 min | Ralf Recke SC Empor Rostock                                            | 15:48,06 min | Bernd Geyer SC Dynamo Berlin                                      | 15:50,78 min |
| 100 m Brust         | Sigurd Hanke SC Turbine Erfurt                                        | 1:05,17 min  | Ingo Grzywotz SC Dynamo Berlin                                         | 1:06,57 min  | Olaf Aßmann SC Einheit Dresden                                    | 1:06,71 min  |
| 200 m Brust         | Ralf Buttgereit SC Dynamo Berlin                                      | 2:22,09 min  | Olaf Aßmann SC Einheit Dresden                                         | 2:22,70 min  | Ingo Grzywotz SC Dynamo Berlin                                    | 2:22,75 min  |
| 100 m Schmetterling | Olaf Ziesche SC Dynamo Berlin                                         | 56,25 s      | Jörg Woithe SC Dynamo Berlin                                           | 56,54 s      | Torsten Karl SC Turbine Erfurt                                    | 57,70 s      |
| 200 m Schmetterling | Torsten Karl SC Turbine Erfurt                                        | 2:03,19 min  | Olaf Ziesche SC Dynamo Berlin                                          | 2:05,45 min  | Andreas Peikert ASK Vorwärts Potsdam                              | 2:05,64 min  |
| 100 m Rücken        | Dirk Richter SC Einheit Dresden                                       | 57,54 s      | Frank Baltrusch SC Magdeburg                                           | 57,83 s      | Frank Embacher TSC Berlin                                         | 58,83 s      |
| 200 m Rücken        | Frank Baltrusch SC Magdeburg                                          | 2:03,90 min  | Frank Eichler SC Einheit Dresden                                       | 2:04,50 min  | Henry Schönfelder SC Chemie Halle                                 | 2:05,29 min  |
| 200 m Lagen         | Andreas Reichel SC Einheit Dresden                                    | 2:07,73 min  | Jens-Peter Berndt ASK Vorwärts Potsdam                                 | 2:08,90 min  | Sigurd Hanke SC Turbine Erfurt                                    | 2:10,52 min  |
| 400 m Lagen         | Andreas Peikert ASK Vorwärts Potsdam                                  | 4:29,84 min  | Jens-Peter Berndt ASK Vorwärts Potsdam                                 | 4:31,38 min  | Rainer Sternal SC Magdeburg                                       | 4:38,46 min  |
| 4 × 100 m Freistil  | SC Dynamo Berlin Jörg Woithe Lars Grapentin Olaf Ziesche Detlev Grabs | 3:29,84 min  | SC Einheit Dresden Lange Andreas Reichel Frank Eichler Dirk Richter    | 3:33,31 min  | SC DHfK Leipzig Tino Ott Frank Kühne Schumann Jens Gregor         | 3:33,36 min  |
| 4 × 200 m Freistil  | SC Dynamo Berlin Knut Bludau Jörg Woithe Olaf Ziesche Detlev Grabs    | 7:39,36 min  | SC Einheit Dresden Frank Eichler Andreas Reichel Lange Dirk Richter    | 7:43,03 min  | SC DHfK Leipzig Frank Kühne Tino Ott Karsten Matthes Jens Gregor  | 7:44,35 min  |
| 4 × 100 m Lagen     | SC Einheit Dresden Dirk Richter Olaf Aßmann Andreas Reichel Lange     | 3:52,95 min  | SC Dynamo Berlin Lars Grapentin Ingo Grzywotz Olaf Ziesche Jörg Woithe | 3:54,90 min  | SC DHfK Leipzig Dietmar Göhring Gunnar Quaas Tino Ott Jens Gregor | 3:55,00 min  |

## Damen
| Wettbewerb          | Gold                                                                      | Gold        | Silber                                                                      | Silber      | Bronze                                                                              | Bronze      |
| 100 m Freistil      | Birgit Meineke SC Dynamo Berlin                                           | 56,08 s     | Caren Metschuck SC Empor Rostock                                            | 56,27 s     | Ines Diers SC Karl-Marx-Stadt                                                       | 56,64 s     |
| 200 m Freistil      | Birgit Meineke SC Dynamo Berlin                                           | 2:00,68 min | Carmela Schmidt SC Chemie Halle                                             | 2:01,11 min | Ines Diers SC Karl-Marx-Stadt                                                       | 2:01,38 min |
| 400 m Freistil      | Carmela Schmidt SC Chemie Halle                                           | 4:10,10 min | Ines Diers SC Karl-Marx-Stadt                                               | 4:11,74 min | Petra Schneider SC Karl-Marx-Stadt                                                  | 4:13,18 min |
| 800 m Freistil      | Ines Diers SC Karl-Marx-Stadt                                             | 8:34,57 min | Carmela Schmidt SC Chemie Halle                                             | 8:37,64 min | Heike Dähne SC Karl-Marx-Stadt                                                      | 8:39,74 min |
| 100 m Brust         | Ute Geweniger SC Karl-Marx-Stadt                                          | 1:09,39 min | Silke Hörner SC DHfK Leipzig                                                | 1:12,11 min | Petra Schneider SC Karl-Marx-Stadt                                                  | 1:12,21 min |
| 200 m Brust         | Ute Geweniger SC Karl-Marx-Stadt                                          | 2:31,60 min | Grit Slaby SC DHfK Leipzig                                                  | 2:34,81 min | Silke Hörner SC DHfK Leipzig                                                        | 2:35,92 min |
| 100 m Schmetterling | Ute Geweniger SC Karl-Marx-Stadt                                          | 1:00,59 min | Ines Geißler SC Karl-Marx-Stadt                                             | 1:00,68 min | Martina Müller SC Dynamo Berlin                                                     | 1:01,92 min |
| 200 m Schmetterling | Ines Geißler SC Karl-Marx-Stadt                                           | 2:08,97 min | Heike Dähne SC Karl-Marx-Stadt                                              | 2:10,91 min | Andrea Hille SC Magdeburg                                                           | 2:13,43 min |
| 100 m Rücken        | Cornelia Polit SC Chemie Halle                                            | 1:02,87 min | Ina Kleber SC Turbine Erfurt                                                | 1:03,18 min | Petra Riedel SC Magdeburg                                                           | 1:03,49 min |
| 200 m Rücken        | Cornelia Polit SC Chemie Halle                                            | 2:13,30 min | Ute Geweniger SC Karl-Marx-Stadt                                            | 2:16,87 min | Annett Künzel SC Karl-Marx-Stadt                                                    | 2:17,14 min |
| 200 m Lagen         | Ute Geweniger SC Karl-Marx-Stadt                                          | 2:11,73 min | Petra Schneider SC Karl-Marx-Stadt                                          | 2:14,89 min | Grit Slaby SC DHfK Leipzig                                                          | 2:17,05 min |
| 400 m Lagen         | Petra Schneider SC Karl-Marx-Stadt                                        | 4:40,85 min | Ute Geweniger SC Karl-Marx-Stadt                                            | 4:45,80 min | Grit Slaby SC DHfK Leipzig                                                          | 4:47,62 min |
| 4 × 100 m Freistil  | SC Karl-Marx-Stadt Petra Schneider Ines Diers Daniela Uebel Ines Geißler  | 3:50,82 min | SC Dynamo Berlin Ute Zerfaß Andrea Mathyssek Cordula Poswiat Birgit Meineke | 3:52,54 min | ASK Vorwärts Potsdam Schwarze Berit Oschatz Anke Sonnenbrodt Riedel                 | 3:54,61 min |
| 4 × 100 m Lagen     | SC Karl-Marx-Stadt II Annett Künzel Ute Geweniger Ines Geißler Ines Diers | 4:12,56 min | SC Dynamo Berlin Birgit Meineke Dau Martina Müller Andrea Mathyssek         | 4:18,59 min | SC Karl-Marx-Stadt I Kathrin Zimmermann Petra Schneider Maud Lauckner Daniela Uebel | 4:18,68 min |

## Medaillenspiegel

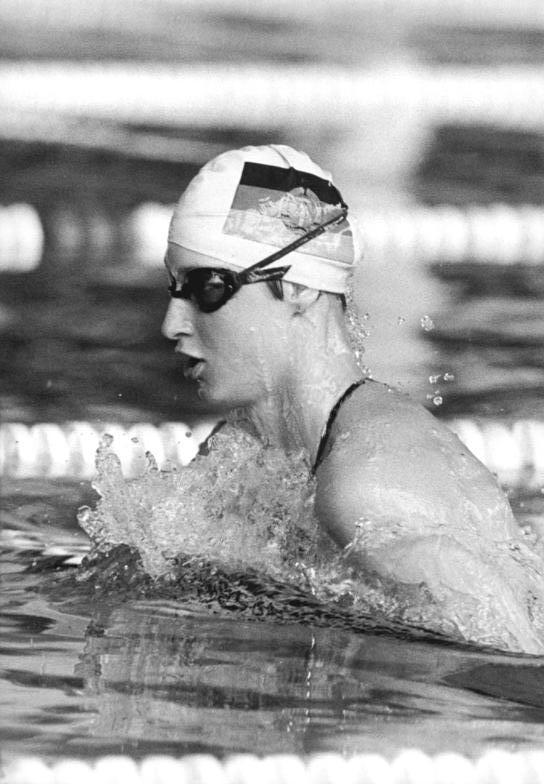
Ute Geweniger verbesserte ihren eigenen Weltrekord über 100 m Brust.

| Platz | Verein                        | Verein               | Gold | Silber | Bronze | Total |
| ----- | ----------------------------- | -------------------- | ---- | ------ | ------ | ----- |
| 01    | Logo vom SC Karl-Marx-Stadt   | SC Karl-Marx-Stadt   | 9    | 6      | 7      | 22    |
| 02    | Logo vom SC Dynamo Berlin     | SC Dynamo Berlin     | 8    | 6      | 6      | 20    |
| 03    | Logo vom SC Einheit Dresden   | SC Einheit Dresden   | 3    | 5      | 1      | 09    |
| 04    | Logo vom SC Chemie Halle      | SC Chemie Halle      | 3    | 2      | 1      | 06    |
| 05    | Logo vom SC Turbine Erfurt    | SC Turbine Erfurt    | 2    | 1      | 2      | 05    |
| 06    | Logo vom TSC Berlin           | TSC Berlin           | 2    | –      | 1      | 03    |
| 07    | Logo vom ASK Vorwärts Potsdam | ASK Vorwärts Potsdam | 1    | 2      | 2      | 05    |
| 08    | Logo vom SC Magdeburg         | SC Magdeburg         | 1    | 1      | 3      | 05    |
| 09    |                               | SC DHfK Leipzig      | –    | 3      | 6      | 09    |
| 10    | Logo vom SC Empor Rostock     | SC Empor Rostock     | –    | 3      | –      | 03    |
|       | Total                         | Total                | 29   | 29     | 29     | 87    |